# Крумбек
Крумбек (нем. Krummbek) — община в Германии, в земле Шлезвиг-Гольштейн. 
Входит в состав района Плён. Подчиняется управлению Пробстай.  Население составляет 386 человек (на 31 декабря 2010 года). Занимает площадь 5,48 км².